# Стремиловский сельский округ
Стремиловский сельский округ — упразднённая административно-территориальная единица, существовавшая на территории Чеховского района Московской области в 1994—2006 годах.
Стремиловский сельсовет был образован в первые годы советской власти. По данным 1921 года он входил в состав Стремиловской волости Серпуховского уезда Московской губернии.
В 1924 году к Стремиловскому с/с были присоединены Дмитровский и Хоросинский с/с, но уже 4 ноября 1925 года они были выделены обратно24 марта 1924 года Бавыкинская волость была присоединена к Лопасненской волости.
В 1926 году Стремиловский с/с включал село Стремилово, деревню Першино, а также больницу.
В 1929 году Стремиловский с/с был отнесён к Лопасненскому району Серпуховского округа Московской области. При этом к нему был присоединён Хоросинский с/с.
14 июня 1954 года к Стремиловскому с/с были присоединены Бегичевский и Высоковский с/с.
22 июня 1954 года из Стремиловского с/с в Кудаевский сельсовет было передано селение Булгаково.
15 июля 1954 года Лопасненский район был переименован в Чеховский район.
3 июня 1959 года Чеховский район был упразднён и Стремиловский с/с отошёл к Серпуховскому району.
1 февраля 1963 года Серпуховский район был упразднён и Стремиловский с/с вошёл в Ленинский сельский район. 11 января 1965 года Стремиловский с/с был возвращён в восстановленный Чеховский район.
30 мая 1978 года в Стремиловском с/с было упразднено селение Сахаровка.
3 февраля 1994 года Стремиловский с/с был преобразован в Стремиловский сельский округ.
2 июля 2004 года к Стремиловскому с/о были присоединены Дубненский, Кулаковский, Ходаевский, Чепелёвский и Шараповский с/о. При этом центр Стремиловского с/о был перенесён в село Дубна.
29 декабря 2004 года в Стремиловском с/о деревня Гришенки была переименована в деревню Гришино.
В ходе муниципальной реформы 2004—2005 годов Стремиловский сельский округ прекратил своё существование как муниципальная единица. При этом все его населённые пункты были переданы в сельское поселение Стремиловское.
29 ноября 2006 года Стремиловский сельский округ исключён из учётных данных административно-территориальных и территориальных единиц Московской области.